# Griffin Park
Griffin Park é um estádio de futebol localizado em Brentford, no distrito de Hounslow, Grande Londres, Inglaterra. É o estádio do Brentford FC e tem capacidade para 12.300 espectadores.

## História

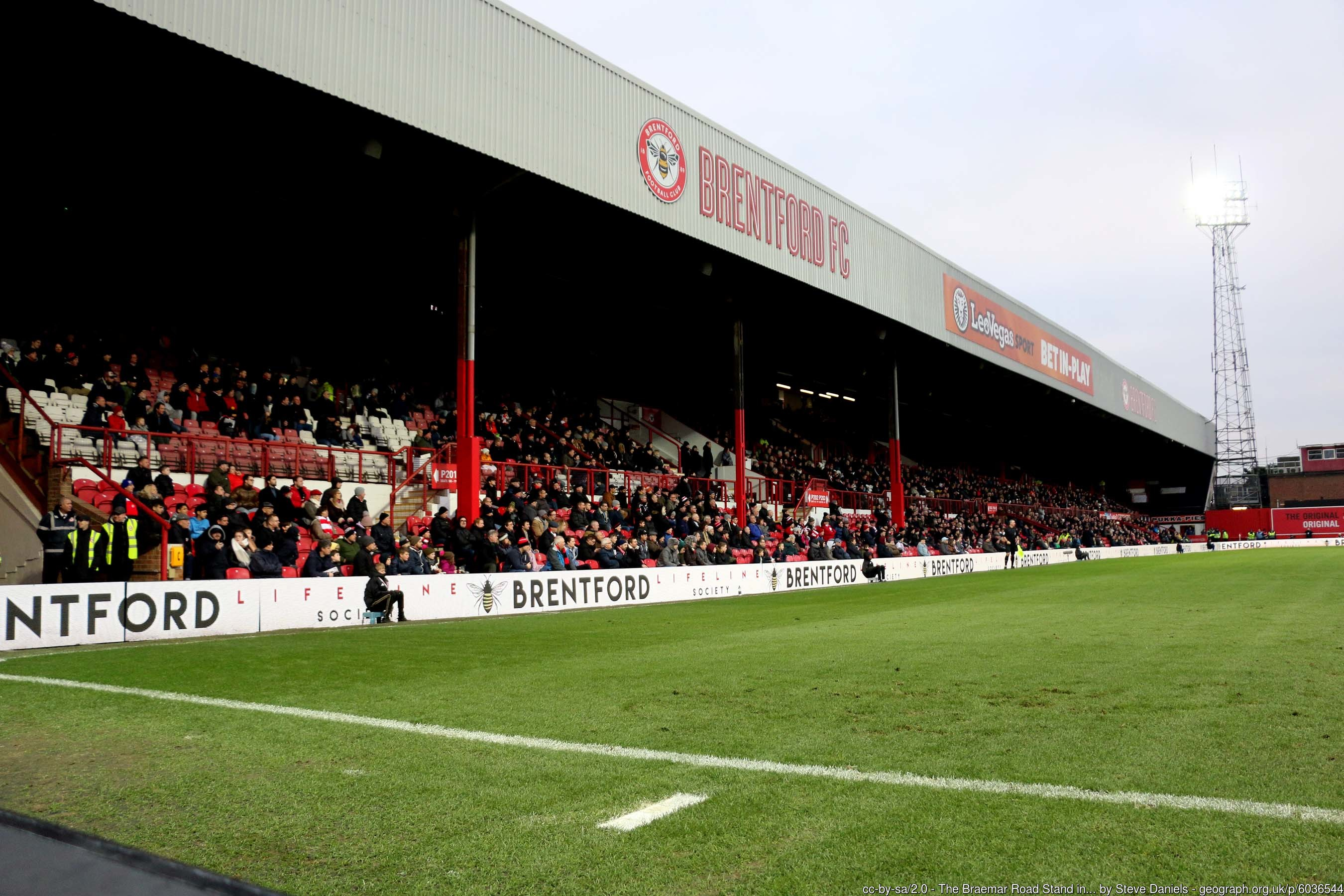
A Tribuna da Rua Braemar.

A instalação esportiva foi construída em 1904, em uma área que pertenceu à cervejaria Fuller's Brewery.
O complexo desportivo tem quatro arquibancadas cobertas, as quais foram nomeadas com os nomes das ruas circundantes, a Braemar Road, New Road, Ealing Road e Brook Road (em 2007 a New Road foi nomeada em honra de Bill Axbey, como Bill Axbey Stand). 
O Griffin Park está localizado perto da pista de aproximação do Aeroporto de Heathrow, de modo que o clube comercializa os telhados das tribunas como grandes espaços publicitários. Entre outras, as companhias aéreas Qatar Airways, KLM Royal Dutch Airlines e EasyJet já usaram os telhados como espaço publicitário.
O seu recorde de público foi em partida do Brentford contra o Leicester City Football Club pela FA Cup em 24 de fevereiro de 1949, quando 38.678 expectadores fizeram-se presentes.